# Caribou (Maine)
Caribou ist eine City im US-Bundesstaat Maine im Aroostook County. Im Jahr 2020 lebten dort 7396 Einwohner in 3782 Haushalten auf einer Fläche von 205,3 km².

## Geographie
Nach dem United States Census Bureau hat Caribou eine Gesamtfläche von 207,5 km², von der 205,3 km² Land sind und 2,2 km² aus Gewässern bestehen.

### Geographische Lage
Caribou liegt im nordöstlichen Teil des im nördlichen Maine gelegenen Aroostook Countys, nahe an der Grenze zu Kanada. Die Oberfläche ist eben und der Boden besteht aus dunklem Lehm, der sich gut für den Anbau von Weizen, Hafer und Kartoffeln eignet. Ahorn, Birke, Fichte und Zeder bilden den Großteil der Waldbäume. Es gibt in Caribou keine nennenswerten Erhebungen. Der Fluss Caribou durchfließt die City im Westen, im Caribou Village, in der Nähe des Zentrums, mündet er im Aroostook River. Von Norden fließt der Little Madawaska River durch Caribou und mündet im Ostteil der City in den Aroostook River. Zudem gibt es weitere kleinere Flüsse und Bäche.

### Nachbargemeinden
Alle Entfernungen sind als Luftlinien zwischen den offiziellen Koordinaten der Orte aus der Volkszählung 2010 angegeben.
- Norden: Unorganized Territory Connor, 9,6 km
- Nordosten: Limestone, 8,6 km
- Südosten: Fort Fairfield, 8,9 km
- Süden: Presque Isle, 8,9 km
- Südwesten: Washburn, 19,4 km
- Nordwesten: Woodland, 20,5 km

### Stadtgliederung
In Caribou gibt es mehrere Siedlungsgebiete: Barretts (Barretts Siding), Bishop, Caribou, Dow (Dow Siding, eine ehemalige Eisenbahnstation), East Caribou (ehemaliger Standort eines Postamtes), East Lyndon, Federation (ehemalige Eisenbahnstation), Grimes (ehemaliger Standort eines Postamtes), Grimes Mill, Hurd, Madawaska, McGraw, North Lyndon, Ogren, Pauls, Reynolds (ehemaliger Standort eines Postamtes), Roberts und Williams (ehemalige Eisenbahnstation).

### Klima
|                       | Jan   | Feb   | Mär  | Apr  | Mai  | Jun  | Jul   | Aug  | Sep  | Okt  | Nov  | Dez   |   |       |
| Mittl. Tagesmax. (°C) | −6,9  | −4,5  | 1,1  | 8,8  | 16,9 | 21,9 | 24,4  | 23,5 | 18,6 | 11,1 | 3,5  | −3,2  | ⌀ | 9,7   |
| Mittl. Tagesmin. (°C) | −17,3 | −15,4 | −9,3 | −1,4 | 4,7  | 9,9  | 12,9  | 11,6 | 6,9  | 1,4  | −4,1 | −12,1 | ⌀ | −1    |
|                       |       |       |      |      |      |      |       |      |      |      |      |       |   |       |
| Niederschlag (mm)     | 68,6  | 55,9  | 63,5 | 68,6 | 83,8 | 88,9 | 104,1 | 96,5 | 83,8 | 88,9 | 91,4 | 83,8  | Σ | 977,8 |
|                       |       |       |      |      |      |      |       |      |      |      |      |       |   |       |
| Regentage (d)         | 14,5  | 11,7  | 12,6 | 12,8 | 14,0 | 13,5 | 14,2  | 13,0 | 11,8 | 13,1 | 14,3 | 14,3  | Σ | 159,8 |
|                       |       |       |      |      |      |      |       |      |      |      |      |       |   |       |
| Luftfeuchtigkeit (%)  | 72,2  | 73,7  | 70,1 | 65,9 | 63,8 | 64,2 | 70,5  | 75,4 | 75,3 | 77,4 | 76,8 | 77,2  | ⌀ | 71,9  |

| −17,3 |

| −15,4 |

| −9,3 |

| −1,4 |

| 4,7 |

| 9,9 |

| 12,9 |

| 11,6 |

| 6,9 |

| 1,4 |

| −4,1 |

| −12,1 |

| −17,3 |

| −15,4 |

| −9,3 |

| −1,4 |

| 4,7 |

| 9,9 |

| 12,9 |

| 11,6 |

| 6,9 |

| 1,4 |

| −4,1 |

| −12,1 |

Die mittlere Durchschnittstemperatur in Caribou liegt zwischen -12,4 °C im Januar und 18,7 °C im Juli. Damit ist der Ort gegenüber dem langjährigen Mittel im Winter um etwa 5 Grad, im Sommer um etwa 0,5 Grad kühler als das Mittel des Bundesstaates Maine. Die tägliche Sonnenscheindauer liegt am unteren Rand des Wertespektrums der USA. In der Wintersaison zwischen Oktober und April fallen im Durchschnitt 276,1 cm Schnee, wobei die Spitzenwerte bei 58,2 cm im Dezember und 64,0 cm im Januar liegen.

## Geschichte
Um 1824 ließen sich Siedler aus New Brunswick an der Nordseite des Flusses Aroostook nieder. Caribou besteht aus zwei ehemaligen Townships, der Forstville Plantation im Norden und Lyndon und Eaton Grant im Süden. Caribou wurde 1842 unter dem Namen Lyndon gegründet, der Status Town wurde ihr am 5. April 1859 verliehen. Die erste Schule wurde 1852 errichtet, die Umbenennung in den heutigen Namen erfolgte 1877.
Am Little Madawaska River und am Caribou River gab es mehrere Mühlen. Weiterhin gab es Zimmereien, ein Kieswerk und eine Stärkefabrik, zudem wurden in den Anfangsjahren Stiefel und Schuhe produziert. Caribou war die Endstation der New Brunswick Railway, die Fredericton mit Woodstock verband.
Zur City wurde Caribou am 23. Februar 1967.
Die Gray Memorial United Methodist Church and Parsonage ist ein unter Denkmalschutz stehendes Gebäude in Caribou. Sie wurde 1995 ins National Register of Historic Places unter der Register-Nummer 95000725 aufgenommen.

### Einwohnerentwicklung
| Volkszählungsergebnisse – City of Caribou, Maine | Volkszählungsergebnisse – City of Caribou, Maine | Volkszählungsergebnisse – City of Caribou, Maine | Volkszählungsergebnisse – City of Caribou, Maine | Volkszählungsergebnisse – City of Caribou, Maine | Volkszählungsergebnisse – City of Caribou, Maine | Volkszählungsergebnisse – City of Caribou, Maine | Volkszählungsergebnisse – City of Caribou, Maine | Volkszählungsergebnisse – City of Caribou, Maine | Volkszählungsergebnisse – City of Caribou, Maine | Volkszählungsergebnisse – City of Caribou, Maine |
| Jahr                                             | 1800                                             | 1810                                             | 1820                                             | 1830                                             | 1840                                             | 1850                                             | 1860                                             | 1870                                             | 1880                                             | 1890                                             |
| ------------------------------------------------ | ------------------------------------------------ | ------------------------------------------------ | ------------------------------------------------ | ------------------------------------------------ | ------------------------------------------------ | ------------------------------------------------ | ------------------------------------------------ | ------------------------------------------------ | ------------------------------------------------ | ------------------------------------------------ |
| Einwohner                                        |                                                  |                                                  |                                                  |                                                  |                                                  |                                                  | 297                                              | 1410                                             | 2756                                             | 4087                                             |
| Jahr                                             | 1900                                             | 1910                                             | 1920                                             | 1930                                             | 1940                                             | 1950                                             | 1960                                             | 1970                                             | 1980                                             | 1990                                             |
| Einwohner                                        | 4758                                             | 5377                                             | 6018                                             | 7248                                             | 8218                                             | 9923                                             | 12464                                            | 10419                                            | 9916                                             | 9415                                             |
| Jahr                                             | 2000                                             | 2010                                             | 2020                                             | 2030                                             | 2040                                             | 2050                                             | 2060                                             | 2070                                             | 2080                                             | 2090                                             |
| Einwohner                                        | 8312                                             | 8189                                             | 7396                                             |                                                  |                                                  |                                                  |                                                  |                                                  |                                                  |                                                  |

## Kultur und Sehenswürdigkeiten

### Bauwerke
In Caribou wurde ein Bauwerk unter Denkmalschutz gestellt und ins National Register of Historic Places aufgenommen.
- Gray Memorial United Methodist Church and Parsonage, 1995 unter der Register-Nr. 95000725.[10]

## Wirtschaft und Infrastruktur
Hauptwirtschaftszweig in Caribou sowie im gesamten Aroostook County ist die Landwirtschaft. Angebaut werden insbesondere Kartoffeln und Brokkoli (größtes Anbaugebiet der Ostküste). Weitere wichtige Agrarprodukte sind Erbsen, Hafer und Heu.

### Verkehr
Die Gegend wird hauptsächlich durch zwei Straßen erschlossen: die U.S. Interstate 95 aus Richtung Süden und den Trans-Canada Highway aus Richtung Norden. Der nächstgelegene Flughafen befindet sich in Presque Isle.

### Öffentliche Einrichtungen
Die Caribou Public Library hat ihre Ursprünge im Jahr 1887, als sich eine Gruppe Frauen zusammengefunden hatten, um einen öffentlichen Leseraum für die Gemeinde zu gründen.
In Caribou befindet sich neben dem Cary Medical Center weitere Krankenstationen, nicht nur für die Bewohner der City, sondern auch für die der angrenzenden Towns.

### Bildung
Caribou gehört mit Limestone und Stockholm zum Eastern Aroostook RSU 39. Den Schulkindern im Schulbezirk stehen folgende Schulen zur Verfügung:
- Limestone Community School
- Teague Park Elementary School
- Caribou Middle School
- Caribou High School

## Persönlichkeiten

### Söhne und Töchter der Stadt
- Susan Collins (* 1952), Politikerin
- Jessica Meir (* 1977), NASA-Astronautin
- Russell Currier (* 1987), Biathlet

### Persönlichkeiten, die vor Ort gewirkt haben
- Hilary McNamee (* 1990), Biathletin